# Clube Esportivo Mauá
O Clube Esportivo Mauá é uma agremiação esportiva, do município de São Gonçalo, RJ, Brasil. Fundado em 8 de agosto de 1937, originalmente com o nome de Esporte Clube Incor, somente em outubro de 1944 passou a ter o nome atual. Sediado no bairro do Centro, suas cores são o azul, branco e vermelho.
O clube é famoso por revelar diversos atletas, até mesmo olímpicos. Dentre os esportes praticados em suas dependências, destacam-se o jogo da malha e, principalmente, o handebol. A equipe feminina de handebol, com seus diversos títulos estaduais, nacionais e sul-americanos, revelou muitos talentos que chegaram à seleção brasileira. Dentre esses, a jogadora Zezé, uma das melhores jogadoras de handebol do Brasil.
O clube destaca-se também pelo seu patrimônio, com ginásio poliesportivo e um grande parque aquático.

## História
O clube inicialmente foi ligado ao Sindicato da Indústria de Cimento, Cal e Gesso - ficava na Rua Doutor Nilo Peçanha 513 - e recebeu seu primeiro nome em homenagem ao cimento Incor à, uma vez que o nome Mauá já era usado por uma entidade de Itaboraí.
A princípio, a companhia se recusava a prestar um auxílio financeiro ao clube, cedendo apenas um mastro e duas balizas, sendo as primeiras reuniões na casa de Atanolpa Leite de Castro uma então atleta da entidade. Sua primeira sede passou a ser na Rua Doutor Nilo Peçanha, próximo à garagem da Viação Mauá, com o campo de futebol na antiga Fazenda dos Arcos.
Em 1941, o clube passou por sua primeira crise financeira. A nova diretoria, sob o comando do presidente Dante, saldou as dívidas do clube, com ajuda da Companhia, que acabou aceitando patrociná-lo a partir do início de 1942.
Em abril de 1943 o Incor se filia à Liga Gonçalense de Desportos, mudando o seu nome e símbolos, sem contudo deixar de fazer referência à Lone Star Cemente Corporatino, empresa matriz da fábrica do cimento Incor. As cores adotada passaram a ser o azul, vermelho e branco, e o símbolo do clube, a estrela solitária. O novo nome, Clube Esportivo Mauá, ganhou a sigla CEM, que na ideia dos fundadores, deveria representar “CEM por cento" o esporte de São Gonçalo.
Em 9 de outubro de 1944 foi registrado no Cartório do 1° Ofício de São Gonçalo o Clube Esportivo Mauá. Sua nova sede, ainda construída com o patrocínio da companhia, teve inauguração solene no dia 3 de setembro. Em 10 de junho de 1945 foi inaugurada a praça de esporte com o jogo entre Mauá e o Radiante Futebol Clube, da Terceira Divisão da Liga Gonçalense, válida pelo campeonato, e que terminou com a vitória do Mauá.
Coma saída de Dante da presidência, Flávio Laranja assumiu o cargo. Em sua gestão, o departamento juvenil do Mauá venceu cinco campeonatos naquela década: 1945, 1946, 1947, 1949 e 1950. Em 31 de dezembro de 1949, assumiu a presidência Alberto Campos da Rocha que procurou desenvolver mais o recreativismo, abriu a sede aos domingos das 7h às 22h, construiu o novo bar, um amplo galpão, murou o campo e promoveu muitas festas. Em sua gestão, o Mauá foi campeão do Torneio Início de Voleibol Masculino, promovido pela Liga Gonçalense de Desporto.
Em 1954, com a volta de Flávio Laranja à presidência, foram criados os departamentos de basquete (que conquistou o vice-campeonato do Torneio Início juvenil) e tênis de mesa. Em 21 de dezembro de 1957, foi indicado o candidato da oposição Luiz Antônio Rodrigues, sendo o primeiro operário presidente, e também até então o mais jovem presidente da história do clube.
No dia 14 de novembro de 1959 foi inaugurada a nova sede social, o Palácio Social. Luiz Antônio se reelegeu para o biênio de 1960/61 e o clube venceu os torneios “Gerencias de Mattos Fontes” e “Imobiliária Trindade” de Ciclismo, além do I Campeonato Gonçalense de Ciclismo.
Em 1962 o Mauá conquistou o título da Liga Gonçalense da Primeira Divisão, no futebol, com a vitória por 5 x 0 sobre o Estrela Dalva. Em 1963, após vencer o Esporte Clube Metalúrgico, por 3x0, o Mauá foi bicampeão. Nesse mesmo ano, o conselho elegeu Armando Souza Corrêa e Sylvio Pereira de Almeida, respectivamente Presidente e Vice-Presidente. Em 1964, o Mauá sagrou-se tricampeão da Primeira Divisão de Futebol, vencendo anteriormente, no mesmo ano, o Torneio Jornal do Sports e sendo vice-campeão do Torneiro Início Niterói/São Gonçalo.
Em abril de 1965 o conselho deliberativo aprovou a proposta de aceitar como sócios pessoas sem vínculo com a companhia, sendo dado o primeiro passo para a emancipação. O presidente Armando Correia, pediu demissão, com seu vice pondo seu cargo à disposição. Uma junta governativa integrada foi nomeada, junta esta que propôs à companhia que o clube adquirisse todo o patrimônio cedido por esta para seu uso. No dia 30 do mesmo mês, o terreno e demais dependências foram doados pela Companhia Nacional de Cimento Portland sem qualquer ônus para o quadro social, sendo enfim a emancipação do clube.
Em 15 de junho de 1965 a Assembleia Geral elegeu Sidney Monteiro para a Presidência por 489 votos contra 143 dados à chapa do associado Leonel dos Santos. Com um novo estatuto, Sidney reelegeu-se inúmeras vezes. Em sua gestão houve a criação do Departamento Feminino liderado por Wanda Monteiro e Gilma Duarte. Ainda em sua gestão, o Mauá foi bicampeão do Torneiro Início de Futebol (1966 e 1976), além do título juvenil da Liga em 1968. O Mauá venceu também o Torneiro de Tênis de Mesa por equipe do SESC.
No quatriênio 1974/1978, o Mauá incorporou o Nacional Atlético Clube trazendo com este um novo plantel, onde, logo na primeira temporada, o Mauá sagrou-se campeão após vencer o Unidos do Porto da Pedra na final de 1976.
No ano seguinte a equipe de malha também sagrou-se campeã municipal. O Mauá conquistou também a 10ª Taça Brasil de Malha.
Em 1981, faleceu o presidente Sidney, o que mais tempo esteve a frente da presidência do Mauá em toda a sua história.
Durante as décadas de 2000 e 2010 , o clube segue sendo palco de shows musicais e bailes de carnaval.

## Bloco carnavalesco
Em 1976 foi fundado o Grêmio Recreativo Bloco Carnavalesco Acadêmico do Mauá, ligado ao clube, que passou a participar do Carnaval de São Gonçalo.
Em 1979, o Acadêmico do Mauá sagrou-se campeão do desfile de blocos do Primeiro Grupo, sendo elevado em 1980 à categoria de escola de Samba, ano em que foi vice-campeão.

### Presidência
| Presidente                            | Mandato                                       | Referência        |
| ------------------------------------- | --------------------------------------------- | ----------------- |
| (sem dados)                           | ? - 1941                                      | [ 4 ]             |
| Dante                                 | 1941 - 9 de outubro de 1944                   | [ 4 ]             |
| Flávio Laranja                        | 9 de outubro de 1944 - 31 de dezembro de 1949 | [ 4 ]             |
| Alberto Campos da Rocha               | 31 de dezembro de 1949 - 1954                 | [ 4 ]             |
| Flávio Laranja                        | 1954 - 21 de dezembro de 1957                 | [ 4 ]             |
| Luiz Antônio Rodrigues                | 21 de dezembro de 1957 - 1963                 | [ 4 ]             |
| Armando Souza Corrêa                  | 1963 - abril de 1965                          | [ 4 ]             |
| junta governativa                     | abril de 1965 - 15 de junho de 1965           | [ 4 ]             |
| Sidney Monteiro                       | 15 de junho de 1965 - julho de 1981           | [ 4 ]             |
| Alberto Natan Moritz Goldstein "Pope" | 1982 - atualidade                             | [ 3 ] [ 6 ] [ 7 ] |